# Winkelcentrum Wijkerbaan

Kaart met de wijkindeling van Beverwijk:
Wijk 07 Meerestein
Buurt 02 Wijkerbaan
Let op de centrale ligging van het winkelcentrum, als voorbereiding voor een nieuw stadshart van de te fuseren gemeenten Beverwijk en Heemskerk.

Winkelcentrum Wijkerbaan is een overdekt winkelcentrum in de Nederlandse stad Beverwijk gelegen in de wijk Meerestein. Het winkelcentrum ligt tussen de steden Beverwijk en Heemskerk in aan de straat Wijkerbaan en heeft circa dertig winkels.

## Voorgeschiedenis
De komst van de Koninklijke Hoogovens zorgde voor een ingrijpende verandering in de bevolking van de IJmond en her en der voor wat overenthousiaste verwachtingen. Zo bracht de gemeente Velsen een uitbreidingsplan uit voor een stad van 250.000 inwoners. Dit plan ging snel weer van tafel en in de jaren dertig ging men uit van 100.000 inwoners. Na de Tweede Wereldoorlog slonken de plannen verder en werd de verwachting 67.000 inwoners.
Beverwijk maakte ook wilde plannen met een plan voor een "Staalstad" van honderdduizend inwoners, mede mogelijk gemaakt door een fusie met Heemskerk. Zowel de 100.000 inwoners als de fusie met Heemskerk gingen later weer van tafel.
In een rede omtrent de opening van de Velsertunnels, stelde burgemeester J.G.S. Bruinsma dat Beverwijk uit moest groeien tot de belangrijkste kern in IJmond-Noord. In dat kader wees hij op de grootschalige plannen in het uitbreidingsplan Oosterwijk-Meerestein. Met name Meerestein moest een zakelijke, culturele en recreatieve rol gaan spelen voor de hele regio.
De Wijkerbaan had de vervanger van het winkelgebied aan de Breestraat moeten worden, een ambitie die nooit gerealiseerd is. Het winkelcentrum werd gebouwd in de periode 1963/1964. Bij het nieuwe stadshart verrees in 1965 ook het - inmiddels gesloopte - nieuwe stadhuis.

## Tegenwoordig
De renovatie van de Wijkerbaan is onderdeel van een grootschaliger stadsvernieuwing in Meerestein. Na jaren plannen maken werd in 2010 daadwerkelijk gestart met de renovatie. De renovatie, inclusief grootschalige vernieuwing van de directe omgeving, is in november 2017 feestelijk afgesloten.